# Agrilus kyklos
Agrilus kyklos – gatunek chrząszcza z rodziny bogatkowatych i podrodziny Agrilinae.
Gatunek ten opisany został w 2018 roku przez Eduarda Jendeka i Wasilija Griebiennikowa na łamach Zootaxa. Jako miejsce typowe wskazano okolice Gnai i góry Phou Pan w Laosie. Epitet gatunkowy to latynizacja greckiego „κύκλος” oznaczającego „koło” i nawiązuje do kształtu plam na pokrywach.
Chrząszcz o wrzecionowatym w zarysie ciele długości 9,4–10,2 mm. Wierzch ciała jest metaliczny z żółtymi kropkami na pokrywach. Głowa wyposażona jest w oczy złożone o średnicy mniej więcej równej połowie szerokości ciemienia. Ciemię jest gęsto pomarszczone i ma płytki pośrodkowy wcisk. Czułki mają piłkowanie zaczynające się od czwartego członu, a człony od siódmego do dziesiątego zaopatrzone w szypułki. Przedplecze jest podłużne do kwadratowego, najszersze pośrodku; ma uwsteczniony płat przedni, lekko łukowate i w tyle zafalowane brzegi boczne oraz proste kąty tylne. Na powierzchni przedplecza występują wciski przednio-środkowy, tylno-środkowy i para wąskich wcisków bocznych. Boczne żeberka przedplecza są umiarkowanie zbieżne. Tarczka jest zredukowana. Pokrywy są nieowłosione i mają osobno wyostrzone wierzchołki. Przedpiersie ma prawie ściętą odsiebną krawędź płata oraz płaski i zwężony wyrostek międzybiodrowy. Zapiersie odznacza się płaskim wyrostkiem międzybiodrowym. Odwłok ma łukowatą wierzchołkową krawędź pygidium. Genitalia samca cechują się symetrycznym edeagusem o prawie równoległych bokach.
Owad orientalny, endemiczny dla Laosu, znany tylko z prowincji Houaphan.